# Desmana inflata
Desmana inflata — вимерлий вид ссавців з роду хохуля родини кротових (Talpidae). Типовим зразком є FSL V2a-271, верхня щелепа (фрагмент верхньої щелепи з P2-P3 (sin)). Типовим місцем розташування є Вальдеганга 2, яка знаходиться в пліоцені горизонту формації Вальдеганга в Іспанії.